# Fosses
Fosses est une commune française située dans le département du Val-d'Oise, en région Île-de-France.

## Géographie

### Localisation
Fosses est une ville périurbaine située en plaine de France, à 30 km environ au Nord-Est de Paris, à 18 km de Roissy-en-France et à 15 km de Chantilly.
La commune se trouve dans l'aire d'attraction de Paris ainsi que dans la zone d'emploi de Roissy, et est la ville-centre de l'unité urbaine de Fosses et de son bassin de vie.

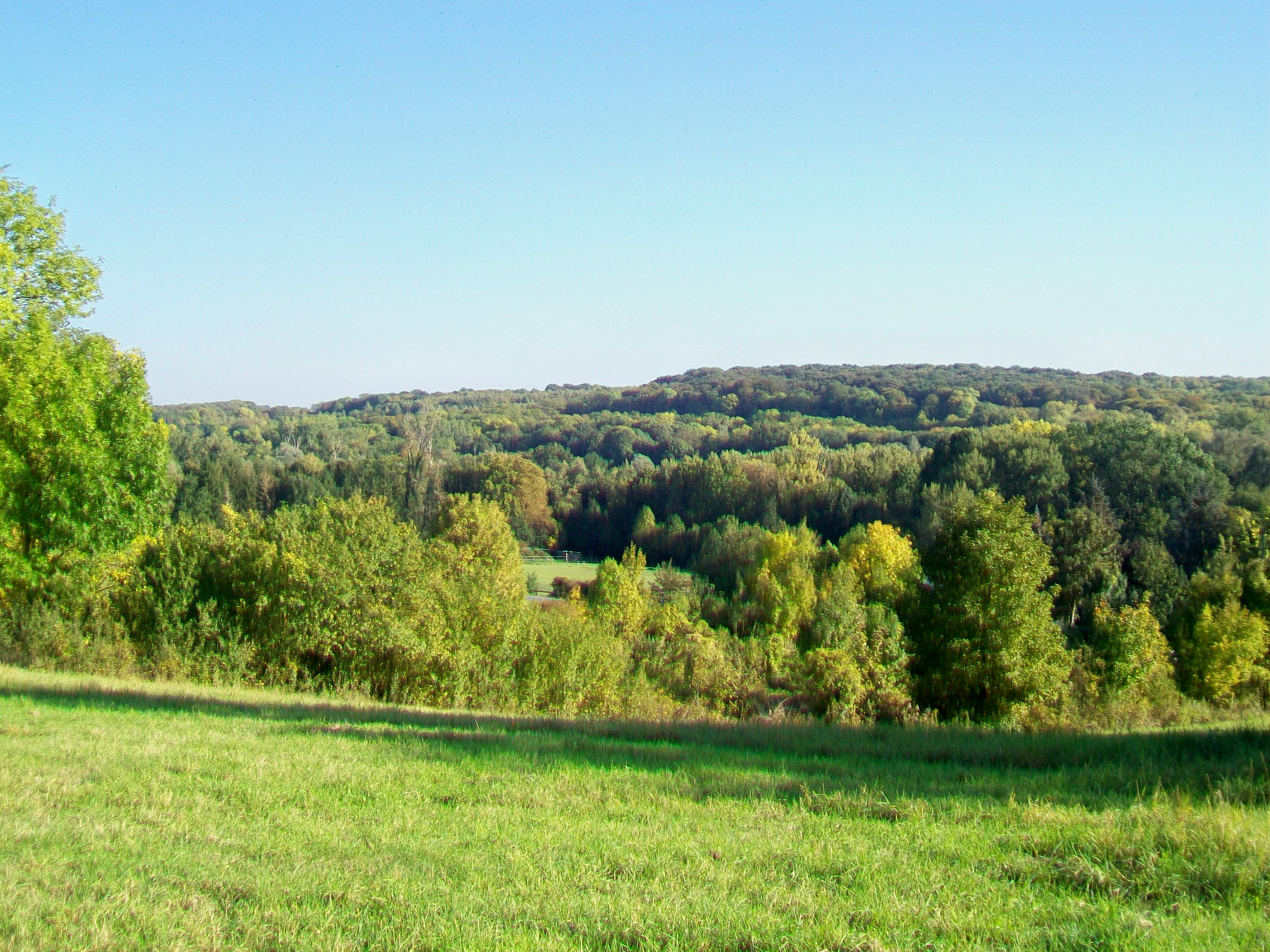
Vue vers la vallée de l'Ysieux.
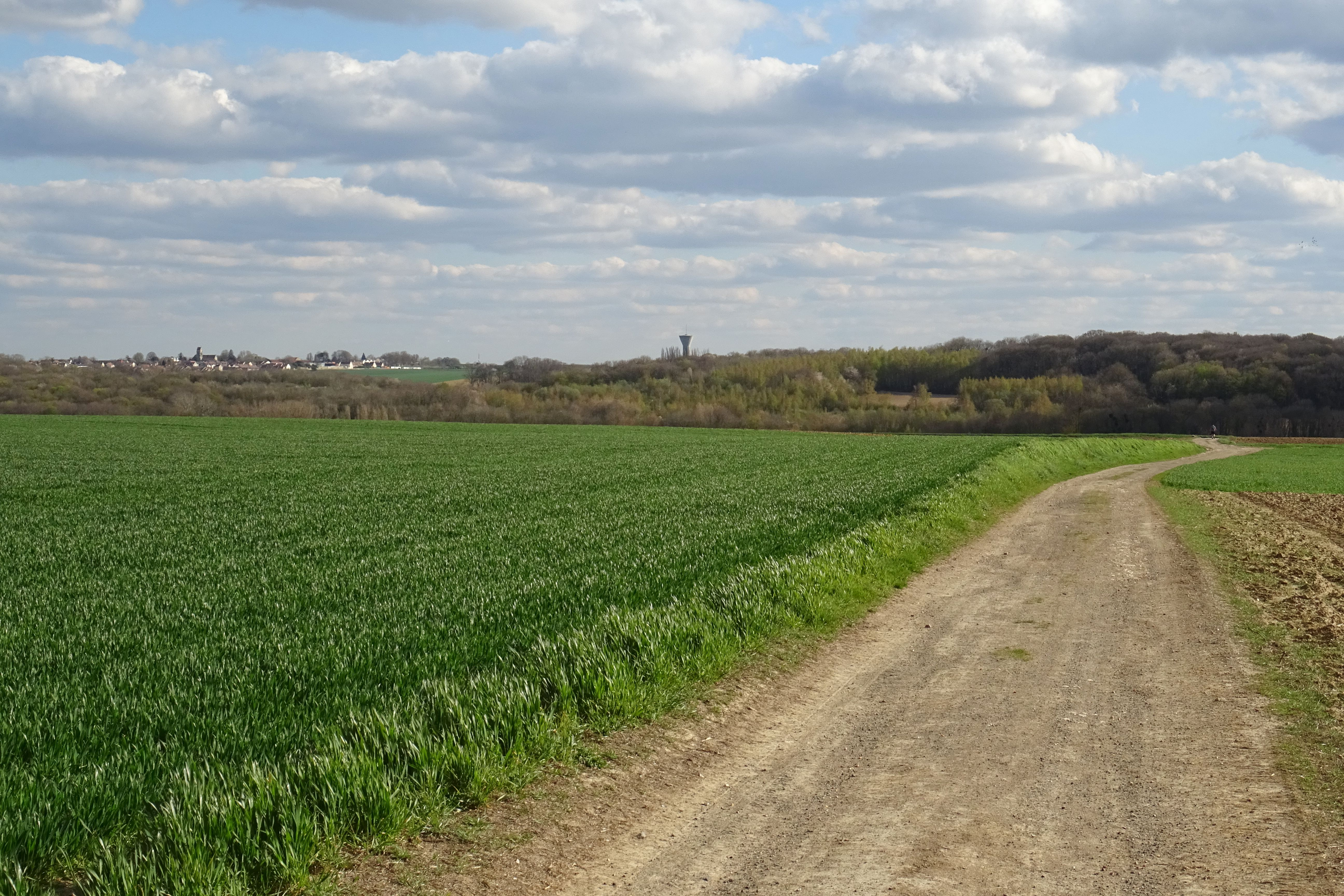
Champs.

### Communes limitrophes
Les communes limitrophes sont Survilliers, Saint-Witz, Marly-la-Ville, Bellefontaine, Luzarches et La Chapelle-en-Serval (dans le département voisin de l'Oise).
|               | La Chapelle-en-Serval (Oise) |             |
| Bellefontaine | Fosses                       | Survilliers |
|               | Marly-la-Ville               | Saint-Witz  |

### Hydrographie

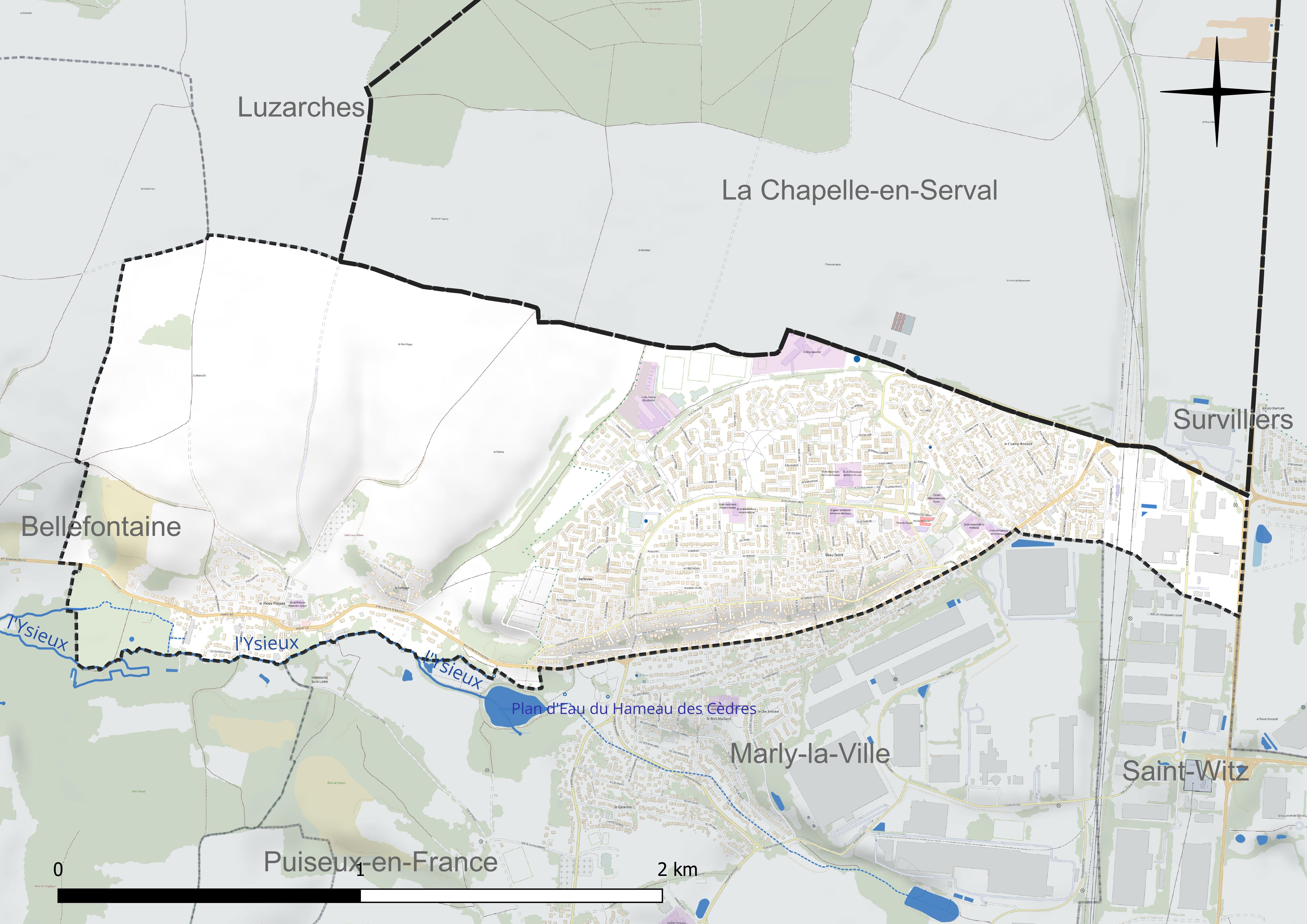
Carte hydrographique de la commune.

L'Ysieux, petit affluent de l'Oise et donc sous-affluent de la Seine, de 12 kilomètres de longueur y prend sa source.

### Climat
Pour des articles plus généraux, voir Climat de l'Île-de-France et Climat du Val-d'Oise.
En 2010, le climat de la commune est de type climat océanique dégradé des plaines du Centre et du Nord, selon une étude du CNRS s'appuyant sur une série de données couvrant la période 1971-2000. En 2020, Météo-France publie une typologie des climats de la France métropolitaine dans laquelle la commune est dans une zone de transition entre le climat océanique et le climat océanique altéré et est dans la région climatique Sud-ouest du bassin Parisien, caractérisée par une faible pluviométrie, notamment au printemps (120 à 150 mm) et un hiver froid (3,5 °C).
Pour la période 1971-2000, la température annuelle moyenne est de 10,8 °C, avec une amplitude thermique annuelle de 14,8 °C. Le cumul annuel moyen de précipitations est de 718 mm, avec 11,8 jours de précipitations en janvier et 8,2 jours en juillet. Pour la période 1991-2020, la température moyenne annuelle observée sur la station météorologique la plus proche, située sur la commune de Saint-Witz à 5 km à vol d'oiseau, est de 11,9 °C et le cumul annuel moyen de précipitations est de 676,8 mm,. Pour l'avenir, les paramètres climatiques de la commune estimés pour 2050 selon différents scénarios d'émission de gaz à effet de serre sont consultables sur un site dédié publié par Météo-France en novembre 2022.
| Mois                                  | jan.           | fév.           | mars          | avril         | mai           | juin         | jui.          | août          | sep.          | oct.          | nov.          | déc.          | année      |
| ------------------------------------- | -------------- | -------------- | ------------- | ------------- | ------------- | ------------ | ------------- | ------------- | ------------- | ------------- | ------------- | ------------- | ---------- |
| Température minimale moyenne (°C)     | 1,8            | 2              | 4             | 6,6           | 9,6           | 12,8         | 14,7          | 14,6          | 11,8          | 9,1           | 5,6           | 2,8           | 8          |
| Température moyenne (°C)              | 4              | 5              | 7,9           | 11,5          | 14,4          | 17,7         | 20            | 19,8          | 16,5          | 12,6          | 8,2           | 5,1           | 11,9       |
| Température maximale moyenne (°C)     | 6,3            | 7,9            | 11,9          | 16,4          | 19,2          | 22,5         | 25,4          | 25            | 21,2          | 16,1          | 10,7          | 7,4           | 15,8       |
| Record de froid (°C) date du record   | −12,3 07.01.09 | −10,4 12.02.12 | −8,4 13.03.13 | −2,5 07.04.21 | 1,5 06.05.19  | 6,5 13.06.08 | 7,8 03.07.11  | 8,2 26.08.18  | 3,5 30.09.18  | −0,7 29.10.08 | −5,1 30.11.10 | −7,4 19.12.09 | −12,3 2009 |
| Record de chaleur (°C) date du record | 14,1 01.01.22  | 19,6 27.02.19  | 24,2 31.03.21 | 28,7 20.04.18 | 30,8 28.05.17 | 36 27.06.11  | 41,4 25.07.19 | 37,5 09.08.20 | 34,3 08.09.23 | 28,3 01.10.11 | 20,5 08.11.15 | 15,7 31.12.21 | 41,4 2019  |
| Précipitations (mm)                   | 54,4           | 47,7           | 45            | 37,4          | 72,2          | 64,9         | 58,1          | 59,3          | 47,4          | 56,8          | 61            | 72,6          | 676,8      |

## Urbanisme

### Typologie
Au 1er janvier 2024, Fosses est catégorisée centre urbain intermédiaire, selon la nouvelle grille communale de densité à sept niveaux définie par l'Insee en 2022.
Elle appartient à l'unité urbaine de Fosses, une agglomération intra-départementale regroupant trois communes, dont elle est ville-centre,,. Par ailleurs la commune fait partie de l'aire d'attraction de Paris, dont elle est une commune de la couronne,. Cette aire regroupe 1 929 communes,.

### Occupation des sols

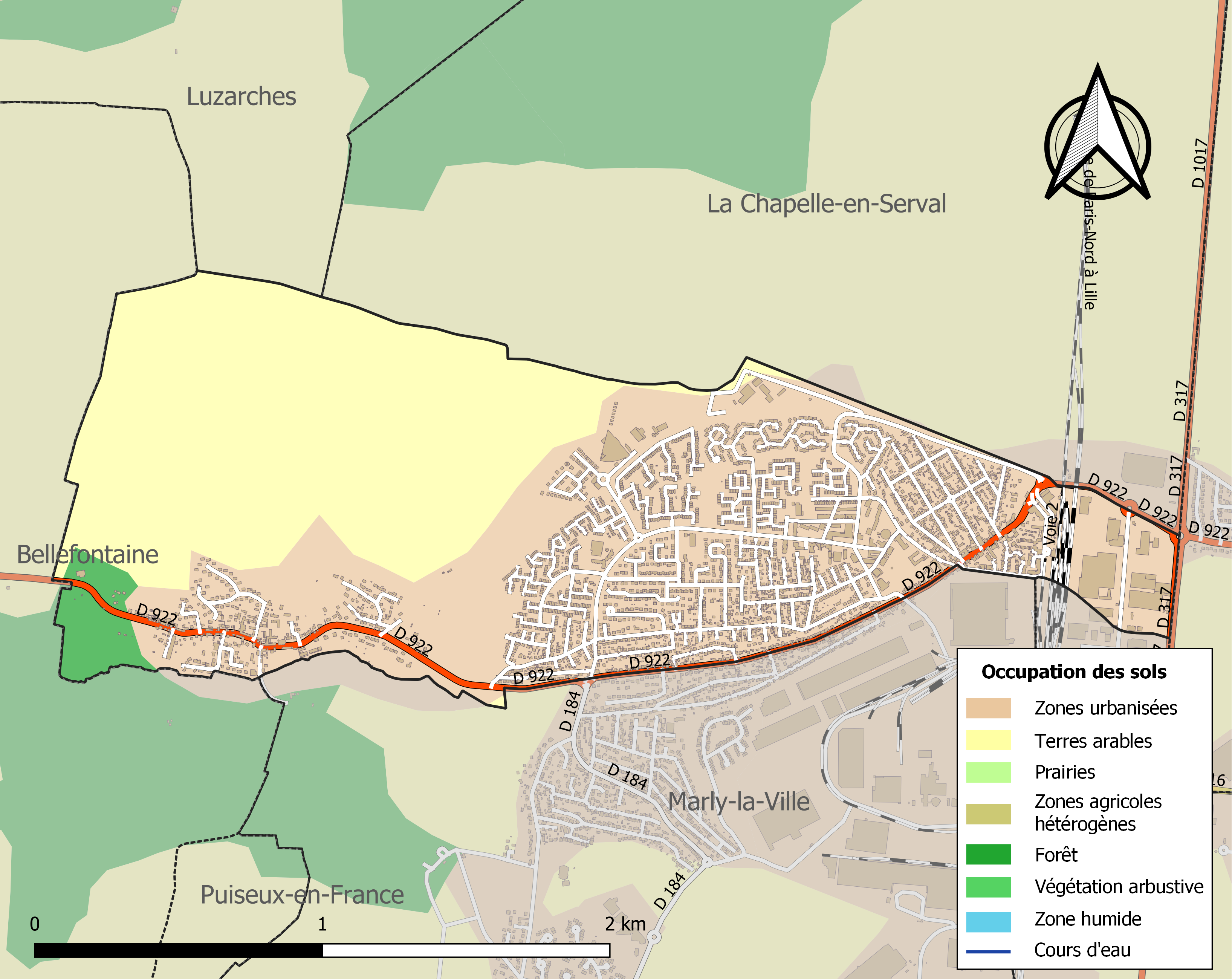
Carte des infrastructures et de l'occupation des sols de la commune en 2018 (CLC).

### Morphologie urbaine
Fosses s'est essentiellement développée sur la rive droite de l'Ysieux, rivière qui prend d'ailleurs sa source dans la ville. La commune fait le lien entre les zones denses localisées autour de la RD 317 et les paysages ruraux de la vallée de l'Ysieux en aval.
Fosses allie une structure urbaine étendue à un environnement de type hameau.
Les principaux quartiers sont :
- La gare de Survilliers - Fosses
- Le village, communément appelé "Vieux Fosses", qui est la partie ouest de la commune et la plus ancienne
- Les 3 Collines, un ensemble de quartiers pavillonnaires, avec un parc du même nom
- Le centre-ville qui regroupe plusieurs résidences d'habitat collectif autour de l'hôtel de ville et d'autres équipements
- La France Foncière, quartier situé entre la gare et le centre-ville, dont le nom fait référence au promoteur de ce lotissement dans les années 1930.

### Habitat et logement
En 2021, le nombre total de logements dans la commune était de 3 836, alors qu'il était de 3 514 en 2016 et de 3 487 en 2011.
Parmi ces logements, 95,8 % étaient des résidences principales, 0,6 % des résidences secondaires et 3,6 % des logements vacants. Ces logements étaient pour 75,4 % d'entre eux des maisons individuelles et pour 24,3 % des appartements.
Le tableau ci-dessous présente la typologie des logements à Fosses en 2021 en comparaison avec celle du Val-d'Oise et de la France entière. Une caractéristique marquante du parc de logements est ainsi la faible proportion des résidences secondaires et logements occasionnels (0,6 %) par rapport au département (1,5 %) et à la France entière (9,7 %).
| Typologie                                               | Fosses | Val-d'Oise | France entière |
| ------------------------------------------------------- | ------ | ---------- | -------------- |
| Résidences principales (en %)                           | 95,8   | 92,4       | 82,2           |
| Résidences secondaires et logements occasionnels (en %) | 0,6    | 1,5        | 9,7            |
| Logements vacants (en %)                                | 3,6    | 6          | 8,1            |

### Voies de communication et transports
La ville de Fosses est desservie par la gare de Survilliers - Fosses sur la ligne D du RER, et l'autoroute du nord A1, sortie 7.

## Toponymie
Fossæ en 1166.

## Politique et administration

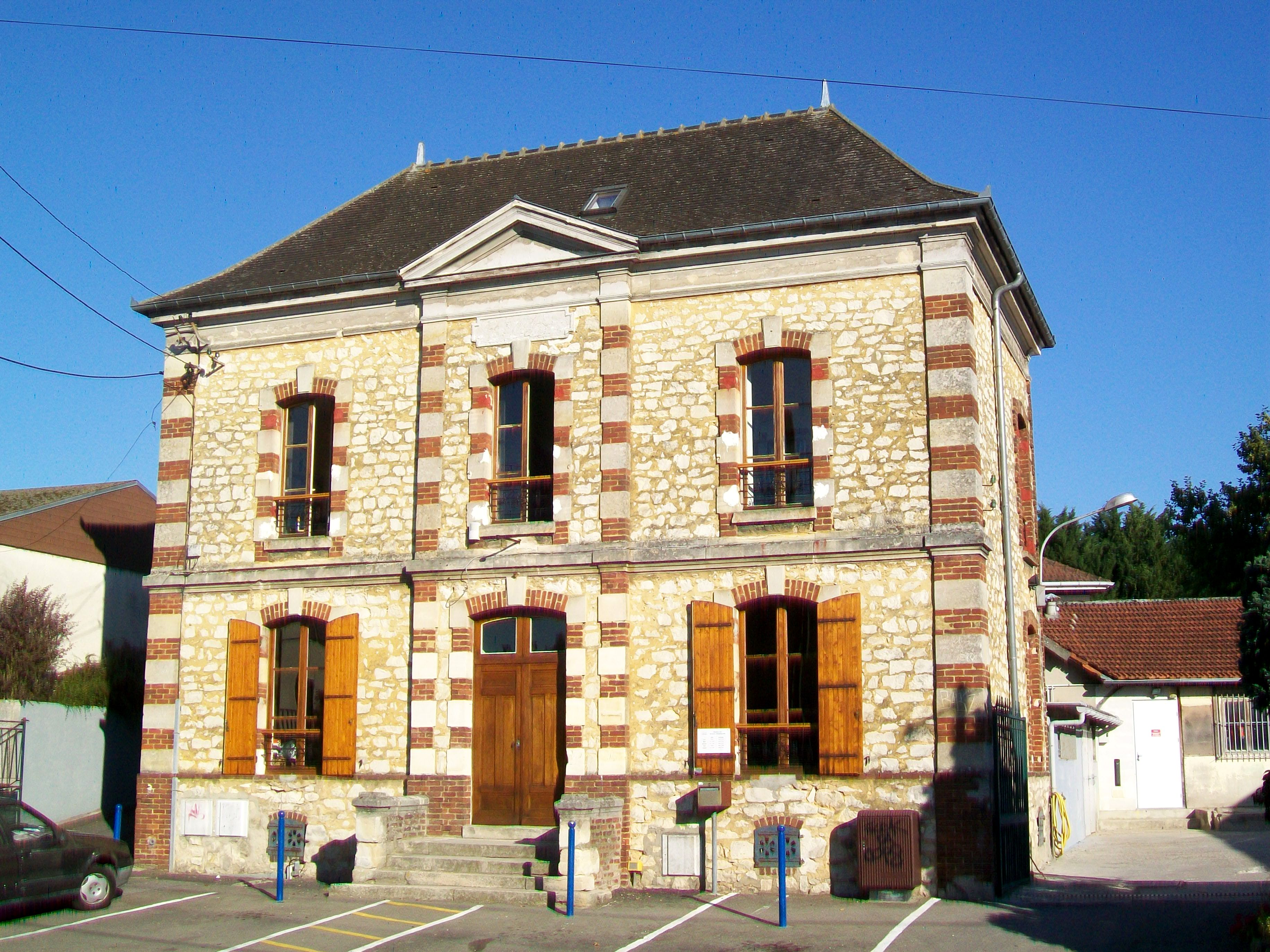
La mairie-annexe.

### Rattachements administratifs et électoraux

#### Rattachements administratifs
Antérieurement à la loi du 10 juillet 1964, la commune faisait partie du département de Seine-et-Oise. La réorganisation de la région parisienne en 1964 fit que la commune appartient désormais au département du Val-d'Oise et à son arrondissement de Sarcelles après un transfert administratif effectif au 1er janvier 1968.
Elle faisait partie depuis 1801 du canton de Luzarches de Seine-et-Oise puis du Val-d'Oise. Dans le cadre du redécoupage cantonal de 2014 en France, cette circonscription administrative territoriale a disparu, et le canton n'est plus qu'une circonscription électorale.

#### Rattachements électoraux
Pour les élections départementales, la commune est depuis 2014  le bureau centralisateur du canton de Fosses
Pour l'élection des députés, elle fait partie de la neuvième circonscription du Val-d'Oise.

### Intercommunalité
Fosses était membre depuis 2002 de la communauté d'agglomération Roissy Porte de France, un établissement public de coopération intercommunale (EPCI) à fiscalité propre créé en 1994 et auquel la commune avait transféré un certain nombre de ses compétences, dans les conditions déterminées par le code général des collectivités territoriales.
Conformément aux prescriptions de la loi de réforme des collectivités territoriales du 16 décembre 2010, qui a prévu le renforcement et la simplification des intercommunalités et la constitution de structures intercommunales de grande taille, notamment en banlieue parisienne, cette intercommunalité a fusionné avec sa voisine le 1er janvier 2016 pour former la communauté d'agglomération Roissy Pays de France, dont fait désormais partie la commune.

### Tendances politiques
Lors du premier tour des élections municipales de 2014 dans le Val-d'Oise, la liste FG-EÉLV menée par le maire sortant Pierre Barros obtient la majorité absolue des suffrages exprimés, avec 1 883 voix (50,09 %, 22 conseillers municipaux élus dont 3 communautaires), devançant de 7 voix celle UMP-UDI menée par Frédéric Deschamps, qui a recueilli 1 876 voix (49,90 %, 7 conseillers municipaux élus dont 1 communautaire).
Lors de ce scrutin, 38,48 % des électeurs se sont abstenus,.
Lors du premier tour des élections municipales de 2020 dans le Val-d'Oise, la liste UG menée par le maire sortant Pierre Barros obtient la majorité absolue des suffrages exprimés, avec 1 673 voix (62,44 %, 24 conseillers municipaux élus dont 2 communautaires), devançant très largement celle DVD menée par Frédéric Deschamps, qui a recueilli 1 006 voix (37,55 %, 5 conseillers municipaux élus).
Lors de ce scrutin marqué par la pandémie de Covid-19 en France, 54,85 % des électeurs se sont abstenus.

### Liste des maires
| Période                                  | Période                        | Identité             | Étiquette | Qualité |
| ---------------------------------------- | ------------------------------ | -------------------- | --------- | --- |
| Les données manquantes sont à compléter. |                                |                      |           | |
|                                          |                                |                      |           | |
|                                          |                                | M. Schmand           |           | |
|                                          |                                |                      |           | |
| juillet 1934                             | octobre 1939                   | François Miginiac    | PCF       | Entrepreneur de maçonnerie Déchu de son mandat par le gouvernement Daladier à la suite de la signature du Pacte germano-soviétique                                    |
| octobre 1939                             |                                | M. Schmand           |           | Nommé président de la délégation spéciale |
|                                          |                                |                      |           | |
| mai 1945                                 | mai 1953                       | François Miginiac    | PCF       | Entrepreneur de maçonnerie |
|                                          |                                |                      |           | |
| ca. 1965                                 |                                | François Bernardini  |           | Inspecteur des PTT |
| mars 1977                                | mars 1983                      | Gérard Lenoir        | PCF       | Conseiller général de Luzarches (1982 → 1988) |
| mars 1983                                | septembre 2007                 | Alain Lacombe        | PCF       | Comptable Vice-président de la CA Roissy Porte de France ( ? → 2015) Démissionnaire                                                                                   |
| septembre 2007                           | novembre 2023                  | Pierre Barros,       | app. PCF  | Diplômé en architecture Sénateur du Val-d'Oise (2023 → ) Vice-président de la CA Roissy Pays de France (2020 → 2023) Démissionnaire après son élection comme sénateur |
| novembre 2023                            | En cours (au 10 novembre 2023) | Jacqueline Haesinger | app. PCF  | Institutrice et directrice d'école retraitée Première adjointe (2020 → 2023)                                                                                          |

### Jumelages
La commune de Fosses est jumelée avec :
- Serrès (Grèce), ville grecque de Macédoine Centrale ;
- Kampti (Burkina Faso) ;
- Bil'in (Palestine), petite ville palestinienne de Cisjordanie peuplée d'environ 1 700 habitants.

## Équipements et services publics

### Enseignement
La commune dispose de deux établissements d'enseignement secondaire :
- Collège Stendhal situé Chemin de Beaumont[33]
- Lycée Polyvalent Charles Baudelaire situé rue du Grand Tremblay, qui accueille près de 1200 élèves[34]

### Justice, sécurité, secours et défense
Fosses fait partie de la juridiction d’instance de Gonesse (depuis la suppression du tribunal d'instance d'Écouen en février 2008), et de grande instance ainsi que de commerce de Pontoise,.
Depuis mars 2013, la commune fait partie des ZSP (Zone de Sécurité Prioritaire), de la 2e vague, comme Sarcelles et Argenteuil, situées dans le même département. La commune devrait en outre recevoir de nouvelles patrouilles des forces de l'ordre dans les quartiers pour baisser la délinquance et améliorer les conditions de vie des habitants.

## Population et société

### Démographie

#### Évolution démographique
L'évolution du nombre d'habitants est connue à travers les recensements de la population effectués dans la commune depuis 1793. Pour les communes de moins de 10 000 habitants, une enquête de recensement portant sur toute la population est réalisée tous les cinq ans, les populations de référence des années intermédiaires étant quant à elles estimées par interpolation ou extrapolation. Pour la commune, le premier recensement exhaustif entrant dans le cadre du nouveau dispositif a été réalisé en 2008.

En 2022, la commune comptait 10 249 habitants, en évolution de +6,52 % par rapport à 2016 (Val-d'Oise : +4 %, France hors Mayotte : +2,11 %).
| 1793 | 1800 | 1806 | 1821 | 1831 | 1836 | 1841 | 1846 | 1851 |
| ---- | ---- | ---- | ---- | ---- | ---- | ---- | ---- | ---- |
| 197  | 202  | 196  | 174  | 201  | 187  | 186  | 195  | 175  |

| 1856 | 1861 | 1866 | 1872 | 1876 | 1881 | 1886 | 1891 | 1896 |
| ---- | ---- | ---- | ---- | ---- | ---- | ---- | ---- | ---- |
| 158  | 176  | 194  | 226  | 246  | 260  | 206  | 230  | 224  |

| 1901 | 1906 | 1911 | 1921 | 1926 | 1931 | 1936  | 1946  | 1954  |
| ---- | ---- | ---- | ---- | ---- | ---- | ----- | ----- | ----- |
| 217  | 329  | 251  | 270  | 350  | 786  | 1 261 | 1 207 | 1 525 |

| 1962  | 1968  | 1975  | 1982  | 1990  | 1999  | 2006  | 2008  | 2013  |
| ----- | ----- | ----- | ----- | ----- | ----- | ----- | ----- | ----- |
| 1 773 | 2 209 | 6 453 | 8 832 | 9 620 | 9 998 | 9 738 | 9 663 | 9 591 |

| 2018  | 2022   | - | - | - | - | - | - | - |
| ----- | ------ | - | - | - | - | - | - | - |
| 9 737 | 10 249 | - | - | - | - | - | - | - |

#### Pyramide des âges
La population de la commune est relativement jeune.
En 2018, le taux de personnes d'un âge inférieur à 30 ans s'élève à 40,9 %, soit en dessous de la moyenne départementale (41,2 %). De même, le taux de personnes d'âge supérieur à 60 ans est de 18,2 % la même année, alors qu'il est de 18,7 % au niveau départemental.
En 2018, la commune comptait 4 773 hommes pour 4 964 femmes, soit un taux de 50,98 % de femmes, légèrement inférieur au taux départemental (51,42 %).
Les pyramides des âges de la commune et du département s'établissent comme suit.
| Hommes | Classe d’âge | Femmes |
| ------ | ------------ | ------ |
| 0,1    | 90 ou +      | 0,4    |
| 4,6    | 75-89 ans    | 5,8    |
| 11,8   | 60-74 ans    | 13,6   |
| 20,5   | 45-59 ans    | 20,9   |
| 19,7   | 30-44 ans    | 20,7   |
| 18,3   | 15-29 ans    | 16,8   |
| 25,0   | 0-14 ans     | 21,8   |

| Hommes | Classe d’âge | Femmes |
| ------ | ------------ | ------ |
| 0,4    | 90 ou +      | 1,1    |
| 4,5    | 75-89 ans    | 6      |
| 12,7   | 60-74 ans    | 13,6   |
| 19,2   | 45-59 ans    | 19     |
| 20,8   | 30-44 ans    | 21,1   |
| 19,6   | 15-29 ans    | 18,5   |
| 22,8   | 0-14 ans     | 20,7   |

## Économie
La ville de Fosses ainsi que les communes voisines de Survilliers et Saint-Witz représente aujourd’hui un enjeu de territoire et de paysage unique. En effet, ce secteur d’urbanisation se situe en limite administrative de l’Oise et de la région Ile-de-France. Cette situation spécifique est renforcée par la présence de l'autoroute A1 et par la RD 317 qui constituent un enjeu majeur de développement économique.

## Culture locale et patrimoine

### Lieux et monuments
Fosses compte un monument historique sur son territoire :
- Église Saint-Étienne, Grande-Rue, au village (classée monument historique par arrêté du 18 mars 1913[44]) : Elle a été édifiée pendant deux campagnes de construction, dont la première entre 1170 et 1200 porte sur le chœur, le croisillon nord, l'absidiole nord, la nef et les deux bas-côtés. Ces derniers ont cependant été reconstruits au XVIe siècle. Le croisillon sud et la chapelle de la chapelle de la Vierge ont été ajoutées pendant la seconde campagne vers 1230 / 1240 environ, et présentent ainsi des différences par rapport à leurs homologues au nord. L'ensemble est de style gothique primitif, comme l'indiquent le remarquable clocher et la sculpture des chapiteaux, qui sont de belle facture et représentent de façon assez naturaliste quelques éléments de la flore locale. L'on ne peut en même temps pas nier l'influence persistante de l'architecture romane, qui se traduit par la forme en plein cintre des fenêtres issues de la première campagne, et par le plan en hémicycle du chœur, que l'église de Fosses partage avec quelques autres églises gothiques de la même époque. L'absidiole nord est d'une conception archaïque, et son architecture est moins évoluée que celle de son homologue de l'église de Luzarches, pourtant de cinquante ans plus ancienne. La nef appartient à un type protogothique se caractérisant par des fenêtres hautes alignées au-dessus des piliers des grandes arcades, conçue pour ne pas être voûtée. Un changement de parti est toutefois intervenu lors de la construction du mur du sud, dont les fenêtres sont désormais situées au-dessus des arcades, qui sont donc de plus faible hauteur ; des contreforts latéraux indiquent que l'option d'un voûtement d'ogives a été retenue. Celui-ci ne s'est jamais réalisé, et l'église est effectivement bâtie à l'économique, avec emploi très limité de la pierre de taille et une restriction de l'ornementation au strict nécessaire. La sobriété architecturale avait été compensée par des peintures murales, dont ne subsistent plus que des vestiges, assez éloquents pour permettre une reconstitution. Peu avant le milieu du XIIIe siècle, la nef a été dotée d'un nouveau portail occidental, dont l'agencement fait preuve d'une ambition que l'on ne constate pas ailleurs dans l'église. Elle est la seule église villageoise de style essentiellement gothique primitif dans tout l'est du Val-d'Oise, et à ce titre précieux témoin de l'histoire. Aujourd'hui bien restaurée, elle a toutefois été évincée du calendrier des messes de la paroisse, et l'église Saint-Étienne ne joue presque plus aucun rôle dans la vie religieuse locale[45],[46].

On peut également signaler :
- Le logis de l'ancienne ferme Delambre à côté du portail de l'église Saint-Étienne : Les façades simples sont en pierres brutes sans décoration aucune. Derrière le bâtiment, des fouilles archéologiques sont menées depuis 1991 et ont mis au jour d'éloquents vestiges d'une riche activité potière, du IXe au XVIIe siècle[47].
- Le monument aux morts, Grande-Rue, au village : édifiée initialement à l'honneur des soldats tombés au cours de la Première Guerre mondiale, sous la forme d'un petit obélisque, l'espace encore libre a ensuite été utilisé pour inscrire les victimes de la Deuxième Guerre mondiale et des guerres dans la France d'outre-mer.
- L'ancienne école « Fosses Gare », puis « école Henri-Barbusse », avenue Henri-Barbusse : construite entre 1932 et 1936 dans le style moderniste influencé par l'Art déco qui fut appliqué à de nombreux édifices publics de la région à cette époque, elle se distingue par l'utilisation de l'effet décoratif du triangle, sur les pignons et gables au-dessus des portails, ainsi que par les toitures aiguës de la multitude de lucarnes[48]. Ce fut une école à quatre classes avec des logements pour deux instituteurs à l'étage. Sa construction était devenue nécessaire avec la création de nouveaux lotissements à proximité de la gare, à partir du début des années 1920 : jusque-là, Fosses se limitait au vieux village éloigné de 2 500 m de cette école. - En raison de la séparation des sexes, l'on trouve deux cours de récréation (l'une devant, l'une derrière) ; chacune avec un préau et des sanitaires. L'ancienne école est aujourd'hui utilisée comme école municipale de musique et de danse. Y logent également les locaux des antennes de Fosses du secours populaire français et de la croix rouge. La façade attend une réhabilitation.

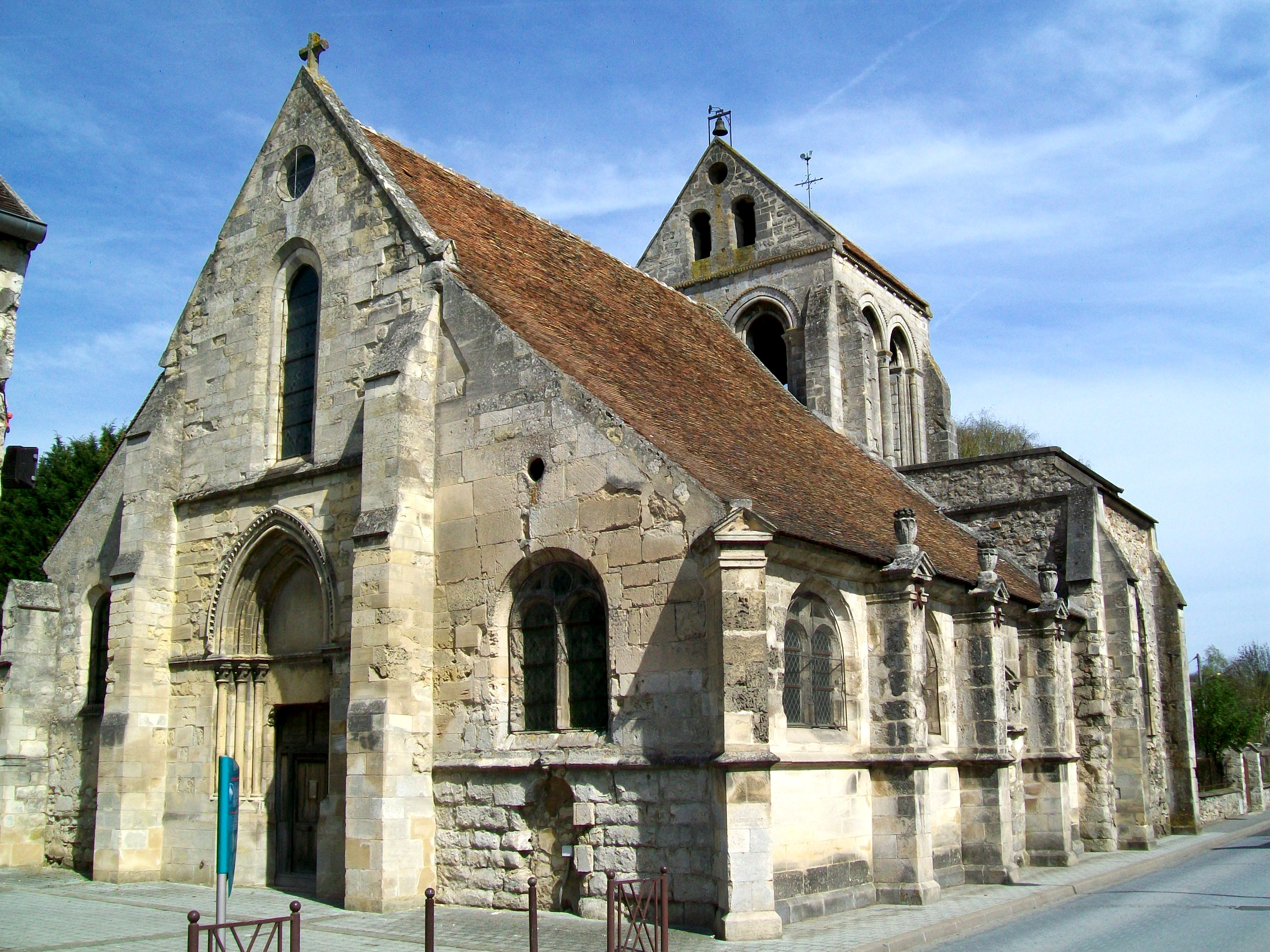
Façade de l'église Saint-Etienne
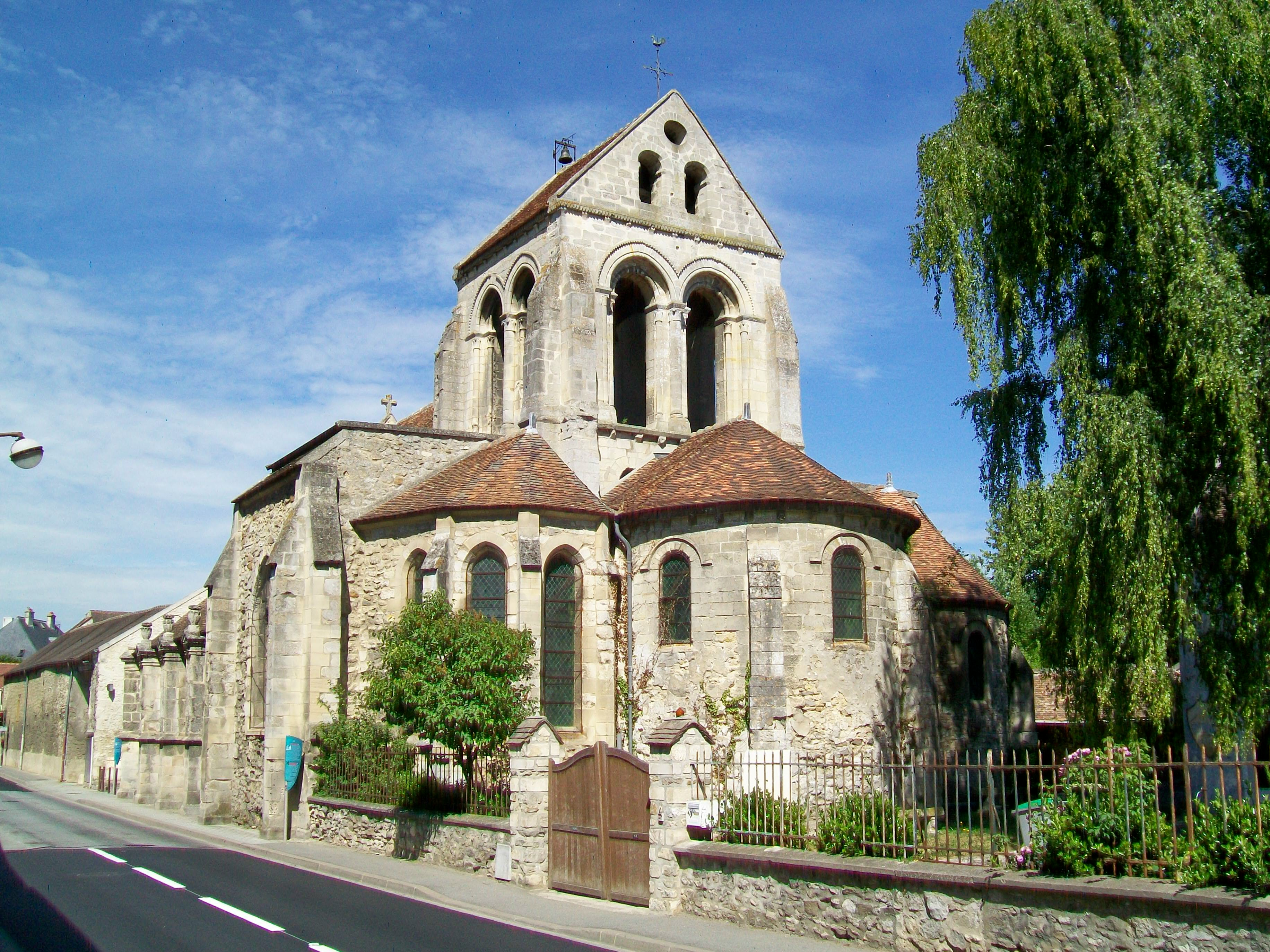
L'église Saint-Étienne, dont le chœur et la partie centrale de la nef, de style roman, datent du XIIe siècle.
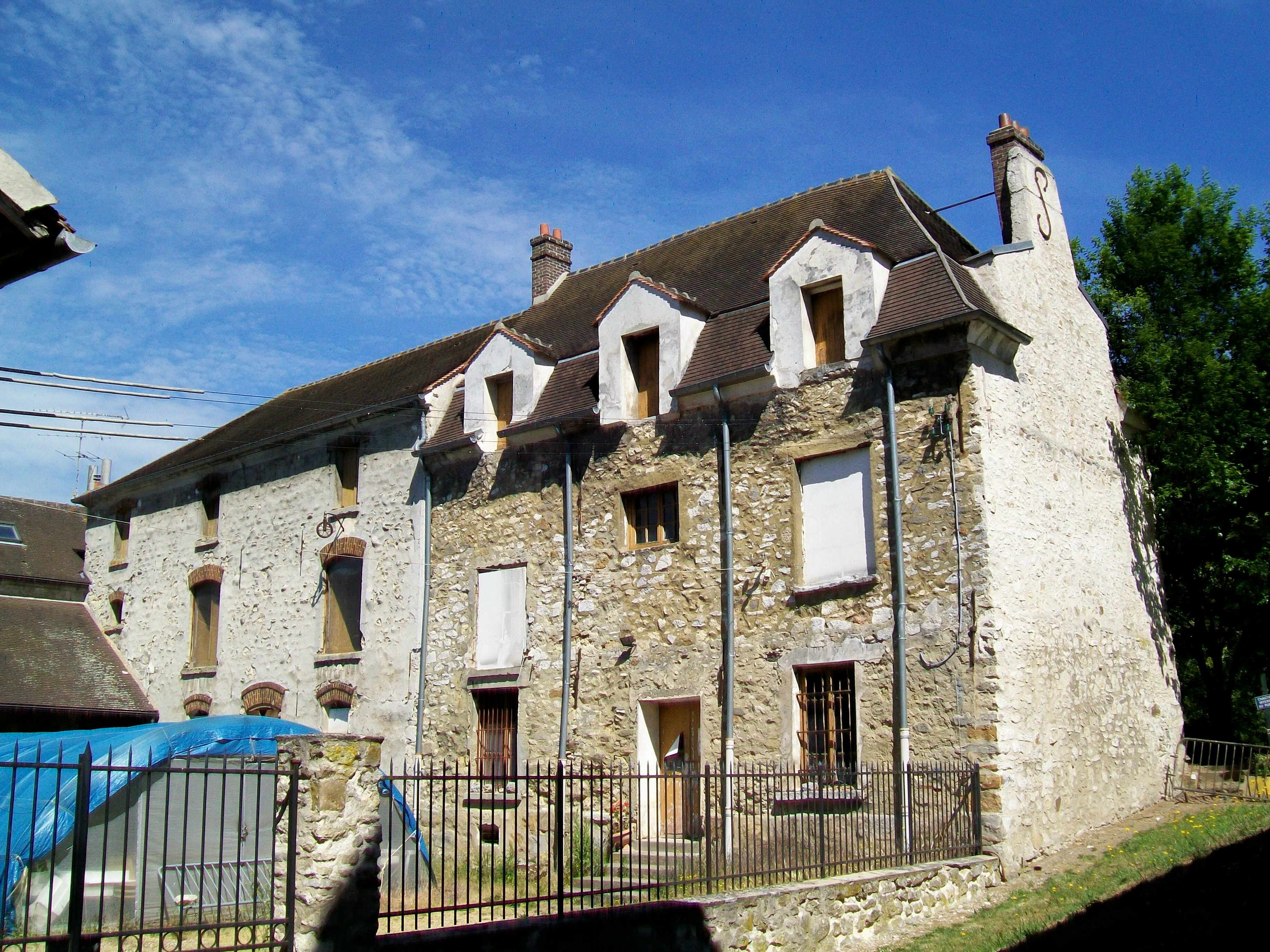
Le logis de l'ancienne ferme, sur la Grande-Rue, au village. La tente dans la cour protège du mobilier céramique sorti de fouille.
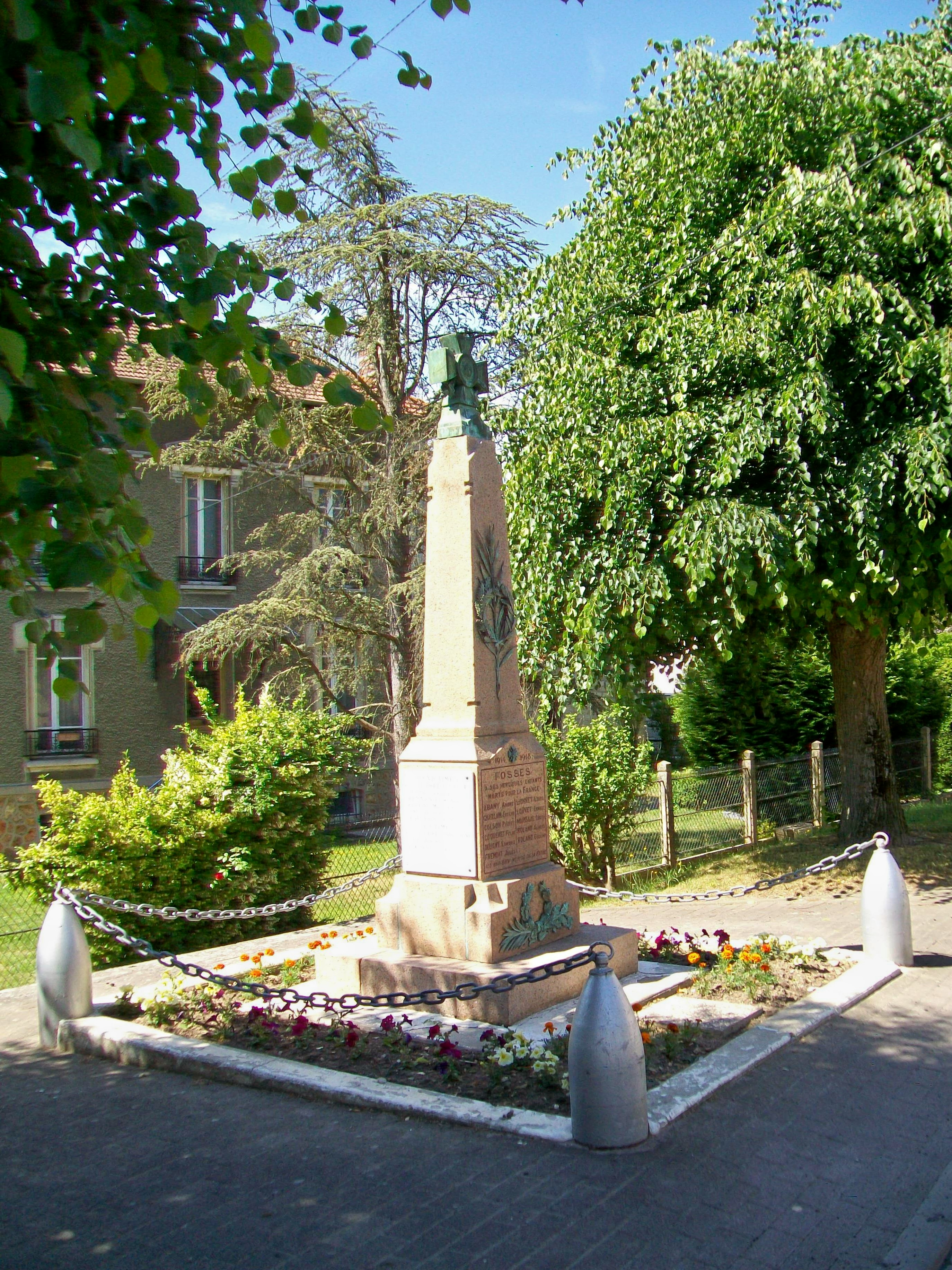
Le monument aux morts, sur la Grande-Rue.
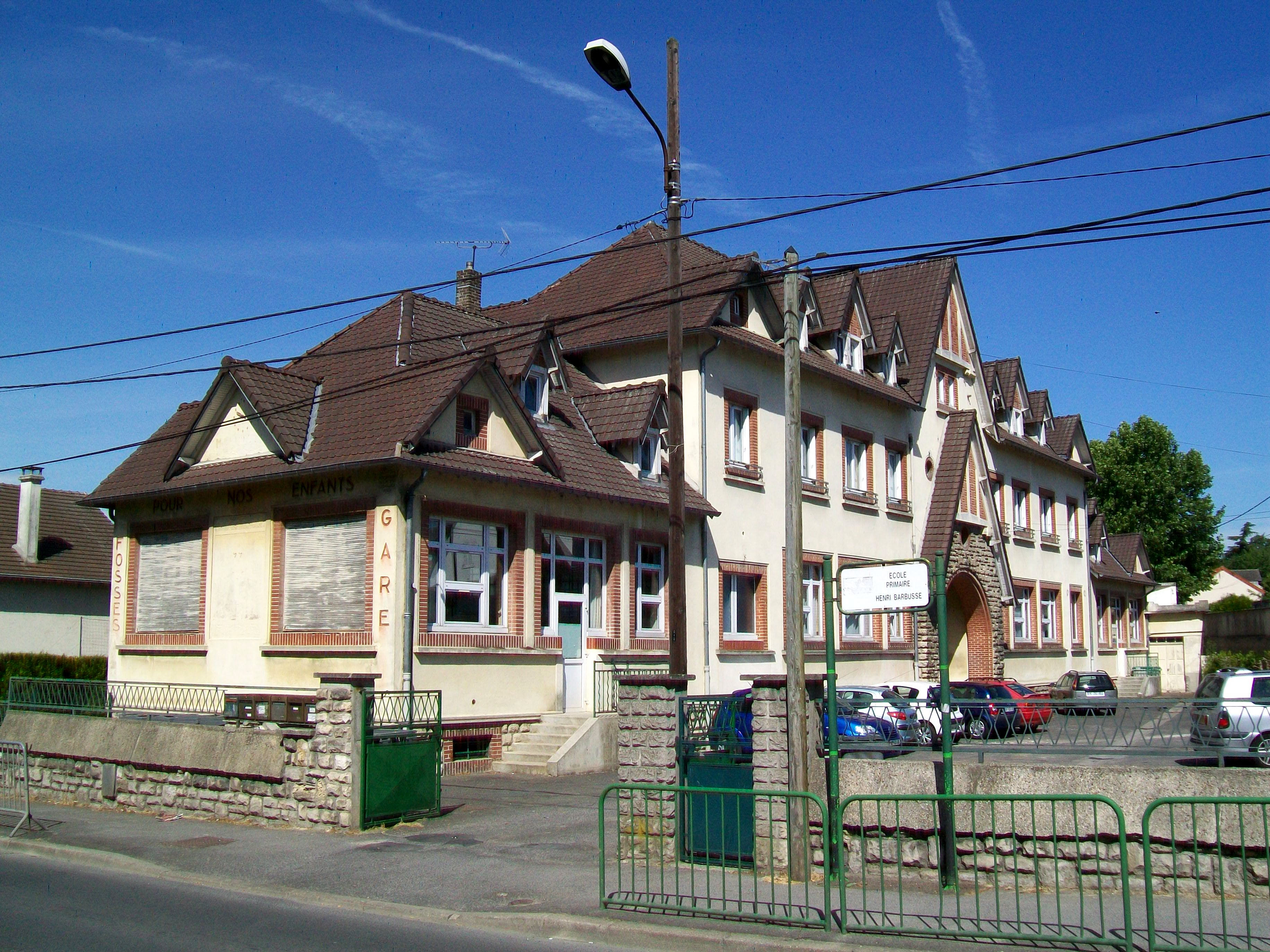
L'ancienne école communale Fosses-Gare.

### Personnalités liées à la commune
- Pierre Barros, ancien maire (2007-2023) et sénateur du Val d'Oise depuis 2023.

### Héraldique
| Blason de Fosses | Blason  | D'azur à la champagne cousue de sinople, à la devise ondée d'argent brochant sur la partition, à l'arbre chimérique du même, le fût arraché et sommé de deux mains, l'une dextre et l'autre senestre, soutenant et supportant une ville d'or, brochant sur le tout |
| Blason de Fosses | Détails | Le statut officiel du blason reste à déterminer. |

## Pour approfondir